# Берем'яни (Коломийський район)
Берем'яни́ — село в Україні, у Гвіздецькій селищній громаді Коломийського району Івано-Франківської області. У складі Коломийського району від 1986.
Кількість дворів — 46, населення — 143 осіб (1997), українці.

## Населення

### Мова
Розподіл населення за рідною мовою за даними перепису 2001 року:
| Мова       | Кількість | Відсоток |
| ---------- | --------- | -------- |
| українська | 118       | 99.16%   |
| російська  | 1         | 0.84%    |
| Усього     | 119       | 100%     |

## Релігія
Віруючі — православні УПЦ КП, є дві сім'ї свідків Єгови.
Каплиця святого Дмитрія Солунського (1993).

### Релігійне життя Берем'ян
Оскільки люди походили з різних сіл і місцевостей, то відвідували різні навколишні церкви, хоча адміністративно належали до смт. Гвіздця. Своєї церкви й цвинтаря не мали, а тому ховали небіжчиків або в Гвіздці, або в селах, з яких вийшли. Так само святкували по-різному храмові свята, па знак того звідки хто походив. Тому старогвіздецькі парубки любили жартувати: «Ходім на Берем'яни, бо там щонеділі є храм». З приходом на парафію священика УПЦ КП Василя Гаврилюка пожвавилося релігійне життя мешканців села: посвячено хрест на полі (1991), засіювана парафія (1993), за допомогою голови селянської спілки «Гвіздецька» Д. В. Гладуияка збудовано каплицю святого Дмитрія Солунського (1993). Фундатором каплиці був Михайло Павлюк, закладено цвинтар (1993).
Священником зараз є отець Василь Петльоха з с.Тишківці

## Мікротопоніми
Кутки й вулиці:
- Дідова долина
- Цілина
- Долина
- вулиця Молодіжна
- вулиця Гагаріна.

## Географія
Межує полями з селами Слобідка й Сороки Городенківського району Івано-Франківської області, селом Хом'яківкою Снятинського району Івано-Франківської області, селищем міського типу Гвіздцем, селом Остапківцями Коломийського району.
Лежить за 25 км до Коломиї і 22 км до міста Городенки Івано-Франківської області, за 2 км до залізниці.
Через село проходить траса Коломия — Городенка.

## Історія

### Виникнення села
Вперше в історичних документах як назва мікрооб'єкта — поля Na Beremianach згадується 1788 p. в «Актах сільських і міських».
Науковець Дмитро Бучко припускає, що слово «берем'яни» може означати «люди-злидарі».
За місцевими переказами, у 18 ст. в межівному селищі Гвіздці жив жид Берко Береман, який володів полями на теренах теперішнього села. Згодом біля шляху з Городенки на Коломию він побудував корчму-заїзд, а неподалік у полі розбудувалися Берем'яни. За ними, як їхати на село Сороки Городенківського району, було поле, яке називалося За Беремапами.
На початку XIX століття гвіздецький пан розбудував там свій двір, а нижче від Береман в бік Гвіздця побудував халупи для своїх наймитів. За розповідями, на початку 1930-х років там стояло 4 таких халупи і в них жило 16 родин. Навколишні села ці хатки називали Берем'янами. З першим приходом комуністичних окупантів 1939 року халупи розібрали, а ті терени тепер належать до смт. Гвіздця.

### «Кольонія»
На теперішній території Берем'ян у 1919 році польська окупаційна влада заселила мазурів з метою змішування українське і польське населення. Поселення те стали називати «Кольонією». У 1940 цих мазурів виселили до Сибіру, а в їхніх хатах поселили працівників радгоспу, який заснувала радянська влада 1939 на полях дідича Пузини. В одній з хат зробили контору радгоспу і клуб, згодом — ветдільницю, жив у ній С. Григорчук, а тепер живе В. Логіпов з сім'єю. Радгосп називався «Іскра». На «Кольонії» стояли хати:
- польської сім'ї В. Ґловацького, збудована 1921
- українця й польки Грицьків Павла й Марії, збудована 1923
- поляка О. А. Гадуха, збудована 1930.

У 1950році на «Кольонії» мешкали українці М. М. Чопей, І. М. Коблецький, Федір і Євфросинія Марчуки, Т. М. Прикажчикова, І. М. Стусик, В. С. Євчук, Д. Г. Шелест, Д. С. Михайлюк, І. О. Чопей, В. М. Ласоновський, С. Ф. Павлюк, М. Й. Драганчук та поляк А. В. Павельчук.

### Створення радгоспу і колгоспу
У 1951 поселення поповнилося мешканцями з хутора Поселюжника, який лежав поміж селами Сороки і Слобідка Городенківського району у так званій Глибокій Долині. Це було примусове переселення хуторян у села, яке оголосила радянська влада па початку 1950-х років. Першим з Поселюжника в Кольонію переселився Юрій Іванович Тимчак — виселенець з українських теренів Польщі (с. Гвоздянка Небелецького повіту Ряшівського воєводства). Він перебрався з дружиною і двома синами навесні 1951 у власну хату, яку встиг збудувати до тієї пори. У 1952, коли переселенча кампанія проти хуторян набрала розмаху, радгосп перейменували па «Берем'яни».
Радгосп з приходом німецьких окупантів перетворили в так званий «ландшафт», але вже 1944 радянська влада, вигнавши гітлерівців, знову відновлює радгосп, а 1948 у теперішніх Берем'янах утворюються на місці панського помістя — колгосп, а на місці людських ґрунтів — радгосп. У 1953 колгосп розпався, а хутір стали називати «Берем'янами».
Тут нараховувалося 24 двори, сільмаг, клуб, який зробили з конюшні. Селяни працювали в Гвіздецькому колгоспі, радгоспі та на інших роботах.

### Період Незалежної України
З ідеї місцевого священика, яку у грудні 1995 підтримав сільський референдум, подано прохання до органів влади перейменувати Берем'яни па Дмитрівку, документи тривалий час перебули у Верховній Раді України, проте запит не було виконано.

## Населення

### Мова
Розподіл населення за рідною мовою за даними перепису 2001 року:
| Мова       | Кількість | Відсоток |
| ---------- | --------- | -------- |
| українська | 118       | 99.16%   |
| російська  | 1         | 0.84%    |
| Усього     | 119       | 100%     |

## Соціальна сфера
У Берем'янах підведено труби для ґазогону (1996). Найстаріший мешканець села — Іван Човганюк Андрійович (1906 р. н.). Оскільки населення мішане, то не збереглося традиційної ноші, звичаїв, традиційних страв; говірка — покутська з різними варіантами. Адміністративно Б (колишня Кольонія) належали до Гвіздецького району (1939—1961), Городенківського району (1961-1986). Селяни працюють у селянській спілці «Гвіздецька» та на сезонних роботах.